# Surfactant pulmonar

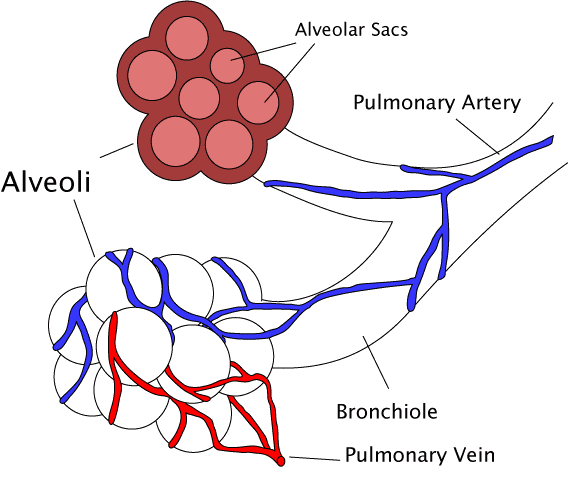
Diagrama dels alvèols

El surfactant pulmonar és una substància present als pulmons, específicament als alvèols. És un complex de lipoproteïna actiu en la superfície (fosfolipoproteïna) format per cèl·lules alveolars del tipus II. Les proteïnes i els lípids que componen el surfactant (tensioactiu) tenen regions hidrofíliques i hidròfobes. Mitjançant l'adsorció a la interfície aire-aigua dels alvèols, amb grups de capçals hidròfils a l'aigua i les cues hidrofòbiques cap a l'aire, el component lípid principal de surfactant, dipalmitoilfosfatidilcolina (DPPC), redueix la tensió superficial.
Com a medicament, el surfactant pulmonar es troba en la llista de l'OMS de medicaments essencials.

## Funció
- Per augmentar el compliment pulmonar (capacitat d'expandir-se els pulmons i el tòrax).
- Per evitar l'atelectasi (col·lapsament dels pulmons) al final de l'expiració.
- Facilitar el reclutament de vies respiratòries col·lapsades.